# Békás
Pour l’article homonyme, voir Bekas (film).
Békás est un village et une commune du comitat de Veszprém en Hongrie.